# Cristian (Sibiu)
Cristian é uma comuna romena localizada no distrito de Sibiu, na região histórica da Transilvânia. A comuna possui uma área de 73.39 km² e sua população era de 3955 habitantes segundo o censo de 2007.